# Rio Frasin (Bistra)
O Rio Frasin é um rio da Romênia, afluente do Bistra Mare, localizado no distrito de Neamţ.